# رومان ویکیتوک
رومان ویکیتوک (اوکراینی: Роман Григорович Віктюк؛ ۲۸ اکتبر ۱۹۳۶ – ۱۷ نوامبر ۲۰۲۰) کارگردان نمایش، معلم تئاتر اهل اتحاد جماهیر شوروی سوسیالیستی بود.
وی همچنین برندهٔ جوایزی همچون هنرمند مردمی روسیه شده‌است.